# Тайлер, Дороти
Дороти Тайлер (в девичестве Дороти Одам, полное имя — англ. Dorothy Jennifer Beatrice Odam-Tyler; 14 марта 1920 — 25 сентября 2014) — британская легкоатлетка, двукратный серебряный призёр Олимпийских игр в прыжках в высоту (1936, 1948).

## Биография
Во время Второй мировой войны служила в 617 эскадрилье, где была водителем грузовика. В начале 1940-х гг. родила двух сыновей.
Специализировалась в прыжках в высоту. Была самой юной рекордсменкой Великобритании (1936). Являлась восьмикратной чемпионкой страны в прыжках в высоту в период с 1936 по 1956 гг., в 1951 г. она также выиграла соревнования в прыжках в длину и пятиборье. В апреле 1936 г. с прыжком на 1,65 м установила мировой рекорд, который, впрочем, не был официально признан. В мае 1939 г. с результатом 1,66 см стала рекордсменкой мира.
Становилась серебряным призёром на летних Олимпийских играх в Берлине (1936) и в Лондоне (1948), где установила новый национальный рекорд 1,68 см. Также участвовала на Олимпийских играх в Хельсинки (1952), на которых заняла 7-е место и на Олимпиаде в Мельбурне (1956), где заняла 12-е место. Является единственной женщиной, которой удалось выиграть олимпийские медали до и после Второй мировой войны.
Победительница Игр Содружества в 1938 и 1950 гг., а также обладательница серебряной медали в 1954 г. Серебряный призёр чемпионата Европы в Брюсселе (1950).
В 2009 г. была включена в зал славы лёгкой атлетики Англии. В 2012 г. была официальным стартёром Лондонского марафона.